# Tex Avery Show
Tex Avery Show este un serial de televiziune care difuzează desene animate Metro-Goldwyn-Mayer regizate de Tex Avery (a.k.a. Fred Avery). Acesta a fost difuzat în România pe canalul Cartoon Network și Boomerang, dar în varianta în engleză.

## Personaje
- Droopy - Droopy este un cățeluș mic și alb și personajul popular din desenele Tex Avery. O fi el mic, dar poate să își înfrunte dușmanii.
- McWolf - McWolf este un lup și unul dintre dușmanii lui Droopy.
- Spike (a nu fi confundat cu câinele Spike din desenele Tom și Jerry) - Spike este un boldog crem spre maro și unul dintre dușmanii lui Droopy. A apărut pentru prima oară în episodul Wags To Riches.
- Red Hot Riding Hood - Red Hot Riding Hood este o femeie frumoasă și o parodie a Scufiței Roșii. A apărut pentru prima oară în episodul cu același nume.
- Veverițoiul Screwball (engleză Screwy Squirrel) - Veverițoiul Screwball este un veverițoi năstrușnic care le dă bătăi de cap dușmanilor săi. A apărut pentru prima oară în episodul Screwball Squirrel. Apare și în serialul Droopy Maestrul Detectiv în propriul său segment.
- George și Junior - George este un urs mic și maro iar Junior este fiul lui mare și încet la minte. George are întotdeauna un plan să repare situația lor iar Junior întotdeauna îl strică. În momentul acela, George va spune "Bend over, Junior" iar acesta îi va da lui Junior cu piciorul în fund.
- Pisica neagră - Pisica neagră este un personaj episodic care apare în episoadele The Cat That Hated People, The Counterfeit Cat, Ventriloquist Cat, The Cuckoo Clock și Cat's Meow.

## Lista episoadelor
- Blitz Wolf
- The Early Bird Dood It
- Dumb-Hounded
- Red Hot Riding Hood
- Who Killed Who?
- One Ham's Family
- What's Buzzin' Buzzard?
- Screwball Squirrel
- Batty Baseball
- Happy-Go-Nutty
- Big Heel-Watha
- The Screwy Truant
- The Shooting of Dan McGoo
- Jerky Turkey
- Swing Shift Cinderella
- Wild and Wolfy
- Lonesome Lenny
- The Hick Chick
- Northwest Hounded Police
- Henpecked Hoboes
- Hound Hunters
- Red Hot Rangers
- Uncle Tom's Cabana
- Slap Happy Lion
- King Size Canary
- What Price Fleadom
- Little 'Tinker
- Lucky Ducky
- Half-Pint Pygmy
- The Cat That Hated People
- Bad Luck Blackie
- Senor Droopy
- The House of Tomorrow
- Doggone Tired
- Wags To Riches
- Little Rural Riding Hood
- Out-Foxed
- The Counterfeit Cat
- Ventriloquist Cat
- The Cuckoo Clock
- Garden Gopher
- The Chump Champ
- The Peachy Cobbler
- Cock-A-Doodle Dog
- Daredevil Droopy
- Droopy's Good Deed
- Symphony In Slang
- Car of Tomorrow
- Droopy's Double Trouble
- Magical Maestro
- One Cab's Family
- Rock-A-Bye Bear
- Little Johnny Jet
- TV Of Tomorrow
- The Three Little Pups
- Drag-A-Long Droopy
- Billy Boy
- Homesteader Droopy
- The Farm of Tomorrow
- The Flea Circus
- Dixieland Droopy
- Field and Scream
- The First Bad Man
- Deputy Droopy
- Cellbound
- Millionaire Droopy
- Cat's Meow

## Legături externe
- Tex Avery Show la Internet Movie Database